# Kvalserien till Elitserien i ishockey 1993
Kvalserien till Elitserien i ishockey 1993 spelades 31 mars-12 april 1993 för att avgöra vilket lag som skulle få spela i Elitserien 1993/1994. Kvalserien bestod av fyra lag och spelades i sex omgångar. IF Björklöven tog platsen till Elitserien, medan IF Troja-Ljungby, Hammarby IF och Huddinge IK fick spela i Division I 1993/1994.
Hammarby hade i play off 3 slagit ut AIK, som spelat i Elitserien och Allsvenskan under våren. Huddinge kom från allsvenska finalen mot Frölunda, och inledde serien med hemmamatch mot grannarna Hammarby och flyttade denna match till Globen, liksom man tidigare hade gjort i Allsvenskan mot AIK, och i finalspelet mot Frölunda, där det blev spel på Hovet då Globen var upptagen av handbolls-VM.

## Tabellen
Lag 1: Till Elitserien
| Nr | Lag              | S | V | O | F | GM | IM | MS  | P |
| -- | ---------------- | - | - | - | - | -- | -- | --- | - |
| 1  | IF Björklöven    | 6 | 4 | 1 | 1 | 21 | 17 | +4  | 9 |
| 2  | IF Troja-Ljungby | 6 | 4 | 0 | 2 | 29 | 17 | +12 | 8 |
| 3  | Hammarby IF      | 6 | 2 | 0 | 4 | 24 | 26 | −2  | 4 |
| 4  | Huddinge IK      | 6 | 1 | 1 | 4 | 11 | 25 | −14 | 3 |